# تپه چشمه باغ
تپه چشمه باغ مربوط به دوران پیش از تاریخ ایران باستان است و در شهرستان بروجرد، بخش اشترینان، روستای بید کلمه واقع شده و این اثر در تاریخ ۲۳ شهریور ۱۳۸۲ با شمارهٔ ثبت ۹۹۸۰ به‌عنوان یکی از آثار ملی ایران به ثبت رسیده است.